# IBM Deep Blue

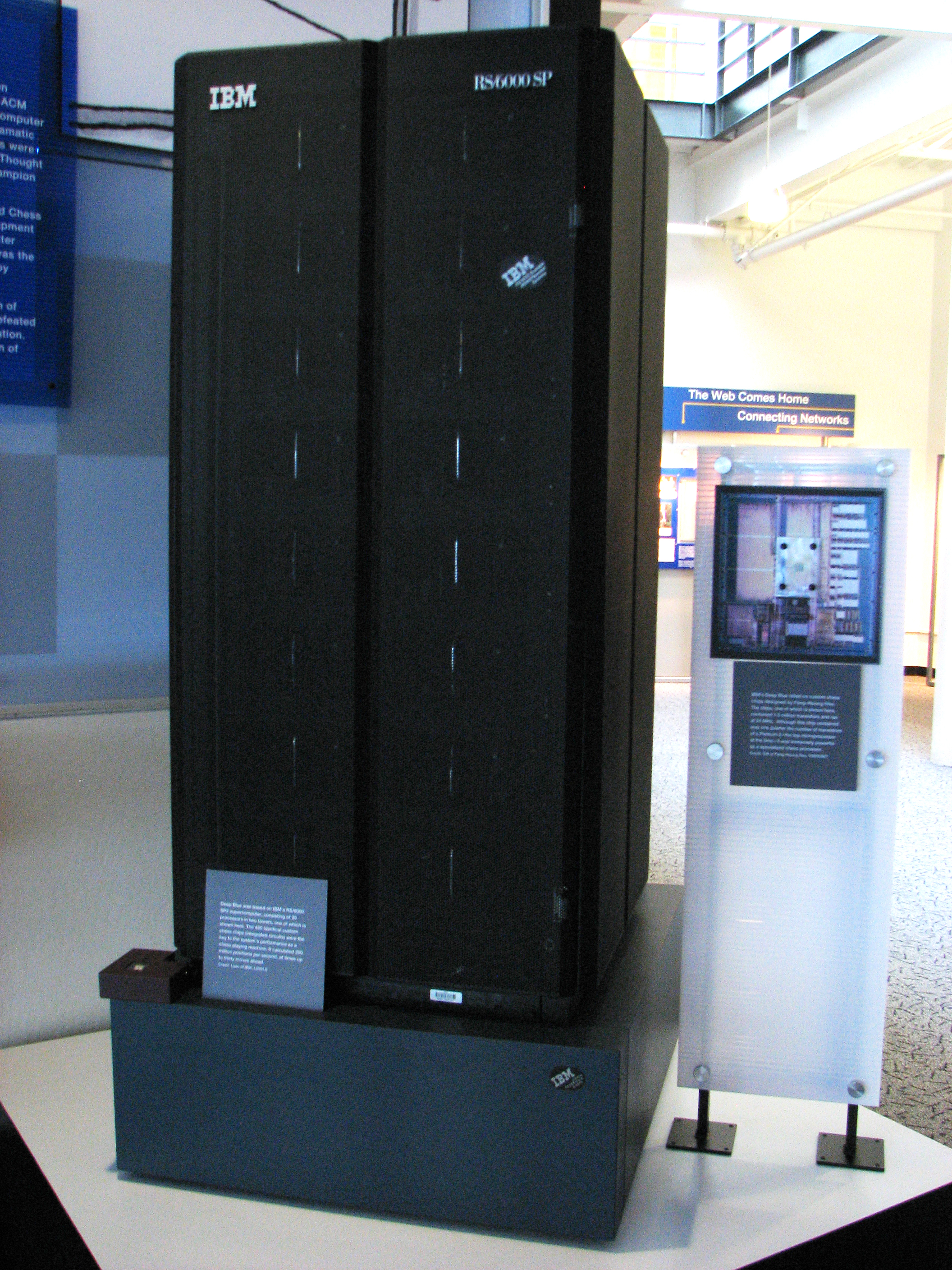
Il computer Deep Blue della IBM

Deep Blue era un computer prodotto dall'IBM, progettato appositamente per giocare a scacchi.

## Storia
Deep Blue è stato il primo calcolatore a vincere una partita a scacchi contro un Campione del Mondo in carica, Garry Kasparov, con cadenza di tempo da torneo. Questa prima vittoria, Deep Blue - Kasparov, 1996, partita 1, è una famosa partita di scacchi, giocata il 10 febbraio 1996. In ogni caso Kasparov vinse 3 incontri e pareggiò 2 delle partite seguenti, battendo Deep Blue con un risultato di 4-2.
Deep Blue fu poi profondamente aggiornato (non ufficialmente soprannominato "Deeper Blue") e nel maggio 1997 giocò nuovamente contro Kasparov, aggiudicandosi per 3.5-2.5 la rivincita su sei partite, terminata l'11 maggio. L'ultima partita fu Deep Blue - Kasparov, 1997, partita 6. Il progetto originario si chiamava ChipTest, un computer creato nel 1985 per giocare a scacchi e fu creato alla Carnegie Mellon University da parte di Feng-hsiung Hsu; il computer che fu prodotto successivamente si chiamava Deep Thought in onore dell'omonimo computer del libro Guida galattica per gli autostoppisti.
Hsu e Murray Campbell vennero assunti dall'IBM Research nel 1989, con l'incarico di portare avanti il progetto e fu creato il famoso computer Deep Blue. La forza di Deep Blue deriva principalmente dalla sua straordinaria potenza computazionale. Infatti è costituito da un computer a parallelismo massivo a 30 nodi basato su RS/6000, supportato da 480 processori specifici VLSI progettati per il gioco degli scacchi. L'algoritmo per il gioco degli scacchi è scritto in linguaggio C e gira sotto un sistema operativo AIX: esso è capace di calcolare 200 milioni di posizioni al secondo.
Le sue funzioni di valutazione erano inizialmente scritte in forma generale, con molti parametri da definire (per es.: quanto è importante una posizione sicura per il re in confronto a un vantaggio spaziale nel centro della scacchiera, ecc.). I valori ottimali per questi parametri furono poi determinati dal sistema stesso, analizzando migliaia di partite di campioni. Prima del secondo incontro, la conoscenza degli scacchi del programma era stata finemente migliorata dal gran maestro di scacchi Joel Benjamin. La lista delle aperture fu fornita dai campioni Miguel Illescas, John Fedorowicz e Nick De Firmian.
Dopo il match perso, Kasparov disse che alcune volte gli era parso di notare nelle mosse della macchina intelligenza e creatività così profonde da non riuscire a comprenderle. Avanzò anche il sospetto che la macchina avesse avuto un "aiuto" umano durante la partita, sospetto che ritornò più volte, sia quando si seppe che la macchina non era posta nella stanza nella quale si disputava la partita ma ad alcuni chilometri di distanza e che quindi i dati venivano inviati da terzi, sia per il fatto che al campione russo non furono mai forniti i tabulati sull'attività del computer, che lui aveva richiesto secondo gli accordi della sfida.
Il campione russo chiese la rivincita, ma l'IBM rifiutò e ritirò Deep Blue. In parte egli aveva visto giusto: le regole permettevano ai creatori di modificare il programma tra una sfida e l'altra. Il codice fu modificato tra le partite per capire meglio lo stile di gioco di Kasparov, permettendogli di evitare una trappola nelle mosse finali nella quale l'IA cadde per due volte. Successivamente, Feng-hsiung Hsu nel suo libro Behind Deep Blue: Building the Computer that Defeated the World Chess Champion sostenne che egli aveva il diritto di usare Deep Blue come base per una macchina migliore indipendente da IBM, per accettare l'offerta di rivincita di Kasparov, ma questi si rifiutò di accettare la rivincita (vedere anche la lettera aperta di Hsu sulla rivincita presente più in basso).
Nel 2003 è stato realizzato un documentario che ha sostanzialmente confermato i sospetti dello scacchista ex sovietico: nel video Game Over: Kasparov and the Machine furono realizzate delle interviste ad alcuni testimoni che definiscono la vittoria di Deep Blue come una manovra della IBM per aumentare il suo valore azionario. La sconfitta di Kasparov da parte di Deep Blue ha ispirato la creazione di un nuovo gioco chiamato Arimaa che utilizza un set standard di scacchi, ma concepito in modo tale che sia molto più difficile per un computer vincere contro avversari umani.